# Bosjön (Fliseryds socken, Småland)
Bosjön är en sjö i Mönsterås kommun i Småland och ingår i Emåns huvudavrinningsområde. Sjön är 2,1 meter djup, har en yta på 0,866 kvadratkilometer och är belägen 20 meter över havet. Sjön avvattnas av vattendraget Videbäck. Vid provfiske har bland annat abborre, björkna, braxen och gers fångats i sjön.

## Delavrinningsområde
Bosjön ingår i det delavrinningsområde (634105-153163) som SMHI kallar för Utloppet av Bosjön. Medelhöjden är 48 meter över havet och ytan är 27,15 kvadratkilometer. Det finns ett avrinningsområde uppströms, och räknas det in blir den ackumulerade arean 45,43 kvadratkilometer. Videbäck som avvattnar avrinningsområdet har biflödesordning 2, vilket innebär att vattnet flödar genom totalt 2 vattendrag innan det når havet efter 19 kilometer. Avrinningsområdet består mestadels av skog (84 procent). Avrinningsområdet har 1,27 kvadratkilometer vattenytor vilket ger det en sjöprocent på 4,7 procent.

## Fisk
Vid provfiske har följande fisk fångats i sjön:
- Abborre
- Björkna
- Braxen
- Gärs
- Gädda
- Mört
- Ruda
- Sarv